# Хенри Тозер
Хенри Фаншоу Тозер  (на английски: Henry Fanshawe Tozer) е британски писател, учител, пътешественик и географ. Неговата „История на древната география“ (1897) е високо ценена. Член е на Британската академия.

## Биография
Роден е на 18 май 1829 година в Плимът, Девън, и е най-големият син на кап. Арън Тозер от Кралския флот. След като завършва Ексетър Колидж в Оксфорд през 1850 година, той е преподавател там от 1855 до 1893 година и също така е куратор на Института Тейлър (Оксфорд) от 1869 до 1893 година. Фаншоу има особен интерес „към пресечната точка на географията и класиката". Пътува много в Гърция и в Европейска и Азиатска Турция.
Член е (FBA) на Британската академия.
Умира на 2 юни 1916 г. в Оксфордшир. Погребението му се провежда в параклиса на колежа Ексетър. Погребан е в гробището Холиуел в Оксфорд.

## Хенри Ф. Тозер за българите в Македония
В двутомния си труд Researches in the Highlands of Turkey (1869) дава сведения за българското население на Македония – характер, поминък, облекло, нрави, история и съвременни борби. Той пише:
| „ | Българите, които образуват най-значителния елемент на християнското население от Солун до границите на Албания, са много интересен народ и се славят с трудолюбието и почтеността си. Те са най-многобройни от всички националности, населяващи европейска Турция, и се предполага, че са между 5 и 6 милиона. <...> Изглежда, че голям брой от тях са емигрирали в Западна Македония преди IX век. | “ |

Тозер е в течение на национално-църковните борби на българите за самостоятелна Църква, които анализира, започвайки от получените още от пролетта на 1861 г. сведения за искането им да се освободят „от юрисдикцията на Цариградския патриарх, както и за това, че някои от водачите на това движение се бяха отцепили по посока на Църквата в Рим, докато други се опитваха да се побратимяват с различни протестантски организации. Обяснението за тяхната омраза към това, което те наричаха „фанариотско влияние“, което в Цариград обикновено се приписваше на политически причини, лесно открихме в самата страна. Винаги е било политика на гърците да държат Българската църква в подчинено отношение, така че следи от антагонизъм могат да се открият още в X век; в това отношение напоследък те са били подпомагани и от турците“. Оборва гръцки твърдения, сочи конкретни примери за съвременното положение и заключава, че движението „ако не доведе в крайна сметка до независимостта на Българската църква, поне ще отстрани много от злоупотребите, които в момента я засягат. Повечето от хората, които се бяха присъединили към Църквата в Рим, вече са се върнали, тъй като са разбрали колко тежък и унизителен би бил яремът, който папата щеше да сложи на врата им“.
Дава редица сведения за конкретни селища в Македония: Битоля, Охрид, Струга и много други, отбелязвайки народностите, бита, поминъка и т.н. на населението (българи, гърци, власи, турци, албанци).

## Трудове
- Researches in the Highlands of Turkey (two volumes, 1869)
- Lectures on the Geography of Greece (1873)
- Primer of Classical Geography (1877)
- Finlay, George, A History of Greece from its Conquest by the Romans to the Present Time : B.C. 146 to A.D. 1864, rev. by Tozer, Henry Fanshawe, 7 vols. (Oxford: Clarendon Press, 1877)
- Turkish Armenia and Eastern Asia Minor (1881)
- The Church and the Eastern Empire (1888)
- The Islands of the Ægean (1890)
- Selections from Strabo (1893)[7]
- History of Ancient Geography (1897)
- An English Commentary on Dante's Divina Commedia (1901)
- Translation of the Divina Commedia (1904)